# Hanafisme
El hanafisme —àrab: الحنفية, al-ḥanafiyya, المذهب الحنفية, al-maḏhab al-ḥanafī, الفقه الحنفي, al-fiqh al-ḥanafī o الأحناف, al-aḥnāf— és una de les quatre escoles jurídiques (màdhhabs) de l'islam sunnita, juntament amb el hanbalisme, el xafiisme i el malikisme. Va ser fundada per Abu-Hanifa an-Numan, un teòleg d'origen iranià nascut a l'Iraq l'any 699 i mort a Bagdad pels volts de 767. Els hanafites, presents sobretot a l'Àsia central, el Pakistan, l'Afganistan, l'Índia, la Xina i Turquia, es distingeixen per aplicar lleis jurídiques islàmiques sense el dogmatisme rigorós que caracteritza les altres escoles jurídiques. Ells fan prevaler el punt de vista personal del fidel, el judici analògic i comparatiu (qiyàs), així com l'esforç de comprensió i d'anàlisi de les qüestions en litigi (ijtihad).